# Sindaci di Maropati
Di seguito l'elenco cronologico dei sindaci di Maropati e delle altre figure apicali equivalenti che si sono succedute nel corso della storia.

## Lista dei Sindaci di Maropati

### Regno di Napoli (1302-1816)
| Nominativo        | Partito | Mandato | Mandato |
| Nominativo        | Partito | Inizio  | Fine    |
| ----------------- | ------- | ------- | ------- |
| Giorgio Belcaro   | –       | 1808    | 1810    |
| Michele Bulzomi   | –       | 1811    | 1812    |
| Rocco Di Pino     | –       | 1813    | 1813    |
| Pasquale Cordiano | –       | 1814    | 1815    |

### Regno delle Due Sicilie (1816-1861)
| Nominativo             | Partito | Mandato | Mandato |
| Nominativo             | Partito | Inizio  | Fine    |
| ---------------------- | ------- | ------- | ------- |
| Giorgio Belcaro        | –       | 1816    | 1821    |
| Rocco Di Pino          | –       | 1822    | 1824    |
| Domenico Mindozzi      | –       | 1825    | 1829    |
| Michele Cristofero     | –       | 1829    | 1831    |
| Rocco Antonio Cordiano | –       | 1831    | 1834    |
| Saverio Jaconis        | –       | 1834    | 1835    |
| Vincenzo Cordiano      | –       | 1836    | 1840    |
| Raffaele Cordiano      | –       | 1840    | 1843    |
| Francesco Grassi       | –       | 1843    | 1846    |
| Raffaele Cordiano      | –       | 1846    | 1849    |
| Domenico Mindozzi      | –       | 1849    | 1850    |
| Rosario Francone       | –       | 1850    | 1854    |
| Ferdinando Sofrà       | –       | 1855    | 1858    |
| Raffaele Cordiano      | –       | 1858    | 1860    |
| Filippo Cavallari      | –       | 1860    | 1861    |

### Regno d'Italia (1861-1946)
| Sindaci nominati dal governo (1861-1890)                           | Sindaci nominati dal governo (1861-1890) | Sindaci nominati dal governo (1861-1890) | Sindaci nominati dal governo (1861-1890) |
| Nominativo                                                         | Partito                                  | Mandato                                  | Mandato                                  |
| Nominativo                                                         | Partito                                  | Inizio                                   | Fine                                     |
| ------------------------------------------------------------------ | ---------------------------------------- | ---------------------------------------- | ---------------------------------------- |
| Filippo Cavallari                                                  | –                                        | 1861                                     | 1863                                     |
| Francesco Scarfò                                                   | –                                        | 1863                                     | 1864                                     |
| Ferdinando Sofrà                                                   | –                                        | 1864                                     | 1866                                     |
| Francesco Scarfò                                                   | –                                        | 1867                                     | 1871                                     |
| Antonino Guerrisi                                                  | –                                        | 1872                                     | 1879                                     |
| Vincenzo Francone                                                  | –                                        | 1880                                     | 1884                                     |
| Antonino Guerrisi                                                  | –                                        | 1885                                     | 1892                                     |
| Sindaci eletti dal consiglio comunale (1890-1926)                  |                                          |                                          |                                          |
| Nominativo                                                         | Partito                                  | Mandato                                  | Mandato                                  |
| Nominativo                                                         | Partito                                  | Inizio                                   | Fine                                     |
| Vincenzo Cordiano                                                  | –                                        | 1892                                     | 1898                                     |
| Raffaele Guerrisi                                                  | –                                        | 1899                                     | 1900                                     |
| Giuseppe Cavallari                                                 | –                                        | 1901                                     | 1902                                     |
| Antonino Guerrisi                                                  | –                                        | 1902                                     | 1904                                     |
| Raffaele Nicoletta                                                 | –                                        | 1905                                     | 1907                                     |
| Luigi Cordiano                                                     | –                                        | 1908                                     | 1915                                     |
| Domenico Scarfò                                                    | –                                        | 1915                                     | 1915                                     |
| Raffaele Nicoletta                                                 | –                                        | 1916                                     | 1920                                     |
| Salvatore Mumuli                                                   | –                                        | 1920                                     | 1920                                     |
| Antonio Cadorna (Commissario prefettizio)                          | –                                        | 1920                                     | 1920                                     |
| Domenico Pietrantonio (Commissario prefettizio)                    | –                                        | 1920                                     | 1920                                     |
| Salvatore Mumuli                                                   | –                                        | 1921                                     | 1921                                     |
| Domenico Scarfò                                                    | –                                        | 1921                                     | 1922                                     |
| Raffaele Cordiano                                                  | –                                        | 1922                                     | 1923                                     |
| Teodoro Catananti (Commissario prefettizio)                        | –                                        | 1923                                     | 1924                                     |
| Francesco Nicoletta                                                | –                                        | 1924                                     | 1926                                     |
| Podestà nominati dal governo (1926-1944)                           |                                          |                                          |                                          |
| Nominativo                                                         | Partito                                  | Mandato                                  | Mandato                                  |
| Nominativo                                                         | Partito                                  | Inizio                                   | Fine                                     |
| Francesco Romeo                                                    | –                                        | 1926                                     | 1929                                     |
| Filippo De Marzo (Commissario prefettizio)                         | –                                        | 1929                                     | 1929                                     |
| Filippo De Marzo                                                   | –                                        | 1930                                     | 1938                                     |
| Pasquale Borgese (Commissario prefettizio)                         | –                                        | 1938                                     | 1938                                     |
| Francesco Jaconis                                                  | –                                        | 1938                                     | 1938                                     |
| Pietro Pezzullo (Commissario prefettizio)                          | –                                        | 1938                                     | 1939                                     |
| Giuseppe Francone                                                  | –                                        | 1939                                     | 1943                                     |
| Raffaele Cordiano (Commissario prefettizio)                        | –                                        | 1943                                     | 1945                                     |
| Sindaci nominati dal Comitato di Liberazione Nazionale (1944-1946) |                                          |                                          |                                          |
| Nominativo                                                         | Partito                                  | Mandato                                  | Mandato                                  |
| Nominativo                                                         | Partito                                  | Inizio                                   | Fine                                     |
| Domenico Di Moro                                                   | –                                        | 25 marzo 1946                            | 1946                                     |

### Repubblica italiana (dal 1946)
| Sindaci eletti dal consiglio comunale (1946-1995)    | Sindaci eletti dal consiglio comunale (1946-1995) | Sindaci eletti dal consiglio comunale (1946-1995) | Sindaci eletti dal consiglio comunale (1946-1995) | Sindaci eletti dal consiglio comunale (1946-1995) |
| Nominativo                                           | Partito                                           | Partito                                           | Mandato                                           | Mandato                                           |
| Nominativo                                           | Partito                                           | Partito                                           | Inizio                                            | Fine                                              |
| ---------------------------------------------------- | ------------------------------------------------- | ------------------------------------------------- | ------------------------------------------------- | ------------------------------------------------- |
| Domenico Di Moro                                     | –                                                 | –                                                 | 1946                                              | 8 giugno 1952                                     |
| Giovanbattista Cordiano                              | –                                                 | –                                                 | 8 giugno 1952                                     | 18 dicembre 1964                                  |
| Giuseppe Larosa                                      | –                                                 | –                                                 | 18 dicembre 1964                                  | 8 ottobre 1967                                    |
| Vincenzo Longo                                       | –                                                 | –                                                 | 18 ottobre 1967                                   | 16 aprile 1968                                    |
| Giovanni Gallizzi                                    | –                                                 | –                                                 | 3 giugno 1968                                     | 30 giugno 1985                                    |
| Giovanni Gallizzi                                    |                                                   | Partito Socialista Italiano                       | 30 giugno 1985                                    | 15 luglio 1990                                    |
| Giovanni Gallizzi                                    | 15 luglio 1990                                    | Partito Socialista Italiano                       | 24 aprile 1995                                    |                                                   |
| Sindaci eletti direttamente dai cittadini (dal 1995) |                                                   |                                                   |                                                   |                                                   |
| Nominativo                                           | Lista                                             | Lista                                             | Mandato                                           | Mandato                                           |
| Nominativo                                           | Lista                                             | Lista                                             | Inizio                                            | Fine                                              |
| Francesco Mangialavori                               |                                                   | Lista civica di centro                            | 24 aprile 1995                                    | 14 giugno 1999                                    |
| Francesco Mangialavori                               | 14 giugno 1999                                    | Lista civica di centro                            | 14 giugno 2004                                    |                                                   |
| Eugenio Gallizzi                                     |                                                   | Lista civica di centro-sinistra                   | 14 giugno 2004                                    | 26 maggio 2008                                    |
| Emma Caprino (Commissario prefettizio)               | –                                                 | –                                                 | 26 maggio 2008                                    | 23 agosto 2008                                    |
| Emma Caprino (Commissario straordinario)             | –                                                 | –                                                 | 23 agosto 2008                                    | 30 marzo 2010                                     |
| Vincenzo Gallizzi                                    |                                                   | Lista civica                                      | 30 marzo 2010                                     | 1 giugno 2015                                     |
| Fiorenzo Silvestro                                   |                                                   | Lista civica                                      | 1 giugno 2015                                     | 22 settembre 2020                                 |
| Rocco Giorgio Ciurleo                                |                                                   | Lista civica                                      | 22 settembre 2020                                 | in carica                                         |